# John W. Martin
John Wellborn Martin, född 21 juni 1884 i Marion County, Florida, död 22 februari 1958 i Jacksonville, Florida, var en amerikansk demokratisk politiker. Han var den 24:e guvernören i delstaten Florida 1925-1929.
Martin gifte sig 1907 med Lottie Wilt Pepper. Paret fick ett barn. Martin inledde 1914 sin karriär som advokat i Jacksonville. Han var borgmästare i Jacksonville 1917-1923.
Martin efterträdde 1925 Cary A. Hardee som guvernör i Florida. Han utmanade utan framgång Park Trammell i demokraternas primärval inför senatsvalet 1928. Han efterträddes 1929 som guvernör av Doyle E. Carlton. Martin förlorade sedan mot David Sholtz i demokraternas primärval inför guvernörsvalet 1932.
Martin var baptist och frimurare. Hans grav finns på Evergreen Cemetery i Jacksonville. Martin County, Florida har fått sitt namn efter John W. Martin.